# Ёсано, Тэккан
Ёсано Тэккан («Тигр»; настоящее имя — Хироси, 1873—1935) — японский поэт и литературный критик.
Родился в семье буддистского священника секты Чистой Земли, впоследствии сам принял духовный сан. Выступал с критическими статьями, направленными против традиционной японской поэзии, и возглавил движение за реформу танка. Первый сборник его стихов «Восток и Запад, Север и Юг», отмеченных шовинистическими настроениями, был издан в 1896 году. Возглавлял литературное общество «Новая поэзия», в которое входили такие поэты Исикава Такубоку, Ёсано Акико и пр., сыгравшие важную роль в становлении современной японской поэзии. Испытал влияние европейского символизма. Был женат на некоей Такино, впоследствии расстался с ней и вступил в брак с Ёсано Акико. В 1909 году вошёл в литературную группу «Субару» («Плеяды»), был редактором издания «Мёдзё» («Утренняя Звезда»), посвященного «новой поэзии».